# Asphondylia indica
Asphondylia indica är en tvåvingeart som beskrevs av Rao 1957. Asphondylia indica ingår i släktet Asphondylia och familjen gallmyggor. Inga underarter finns listade i Catalogue of Life.